# 伯靈頓 (密歇根州)
伯靈頓（英語：Burlington）是位於美國密歇根州卡爾霍恩縣的一個村。

## 人口
根據2020年美國人口普查的數據，伯靈頓的面積為2.05平方千米，當中陸地面積為1.97平方千米，而水域面積為0.08平方千米。當地共有人口281人，而人口密度為每平方千米137人。